# Ermensee
Ermensee est une commune suisse du canton de Lucerne, située dans l'arrondissement électoral de Hochdorf.

Vue aérienne (1952).